# محسن قراوي
محسن قراوي (و. 1989  م) هو لاعب كرة قدم يمني، مركز لعبه هو مهاجم. 
فاز قراوي باختيار الجماهير لأجمل هدف في الجولتين الأولى والثانية من الدور الثاني في التصفيات الآسيوية لكأس العالم 2022 في قطر وكأس آسيا 2023 في الصين.

## السيرة

### أهداف دولية
| رقم | التاريخ        | الملعب                                | الخصم    | الأهداف | النتيجة | المنافسة                                     |
| --- | -------------- | ------------------------------------- | -------- | ------- | ------- | -------------------------------------------- |
| 1.  | 5 أغسطس 2019   | مدينة كربلاء الرياضية، كربلاء         | سوريا    | 1       | 1–1     | بطولة اتحاد غرب آسيا لكرة القدم 2019         |
| 2.  | 5 سبتمبر 2019  | الملعب الوطني، كالانغ                 | سنغافورة | 1       | 2–2     | تصفيات كأس العالم 2022 – آسيا الجولة الثانية |
| 3.  | 10 سبتمبر 2019 | ستاد البحرين الوطني، الرفاع (البحرين) | السعودية | 1       | 2–2     | تصفيات كأس العالم 2022 – آسيا الجولة الثانية |